# Elecciones federales de México de 2015 en Campeche
Las elecciones federales de México de 2015 en Campeche se llevaron a cabo el domingo 7 de junio de 2015, y en ellas se renovaron los siguientes cargos de elección popular:
- 2 diputados federales. Miembros de la cámara baja del Congreso de la Unión. Dos elegidos por mayoría simple. Todos ellos electos para un periodo de tres años con la posibilidad de reelección por hasta tres periodos adicionales.

## Resultados electorales

### Diputados Federales por Campeche

#### Diputados Electos
| Candidato                 | Partido | Distrito   | Tipo de elección |
| ------------------------- | ------- | ---------- | ---------------- |
| Miguel Ángel Sulub Caamal |         | Distrito 1 | Mayoría relativa |
| Rocío Matesanz Santamaría |         | Distrito 2 | Mayoría relativa |

|  | 33.67 % |

|  | 32.52 % |

|  | 12.62 % |

|  | 4.91 % |

|  | 3.55 % |

|  | 3.27 % |

|  | 2.19 % |

|  | 1.26 % |

|  | 1.16 % |

|  | 1.11 % |

|  | 96.88 % |

|  | 3.62 % |

## Elecciones

### Cámara de Diputados

#### Distrito federal 1 (Campeche)
|  | 37.06 % |

|  | 25.98 % |

|  | 15.12 % |

|  | 7.18 % |

|  | 3.70 % |

|  | 3.13 % |

|  | 1.39 % |

|  | 1.23 % |

|  | 1.23 % |

|  | 3.89 % |

|  | 62.93 % |

#### Distrito federal 2 (Ciudad del Carmen)
|  | 40.72 % |

|  | 36.79 % |

|  | 9.50 % |

|  | 3.35 % |

|  | 2.05 % |

|  | 1.36 % |

|  | 1.02 % |

|  | 0.95 % |

|  | 0.88 % |

|  | 3.28 % |

|  | 56.63 % |